# Munchmuseet
Munch-museet i Oslo blev åbnet i 1963, hundrede år efter Edvard Munchs fødsel. 
Bygningen er tegnet af arkitekterne Gunnar Fougner og Einar Myklebust. Sidstnævnte var også arkitekt for en betydelig udvidelse og restaurering, indviet i 1994 på 50-årsdagen for Munchs død. Mens det oprindelige museum blev finansieret af overskuddet ved driften af Oslo Kinematografer, blev det sidste byggetrin for en stor del finansieret ved en kontrakt med det japanske selskab Idemitsu Kosan co. Ltd.
Museet er skabt på basis af Edvard Munchs testamentariske gave til Oslo kommune, omfattende omkring 1.100 malerier, 15.500 grafiske blade fordelt på 700 motiver, 4.700 tegninger, samt seks skulpturer. I tillæg kom næsten 500 trykplader, 2.240 bøger, notesbøger, dokumenter, fotografier, værktøj, rekvisitter og møbler. Munchs omfattende brevsamling blev senere testamenteret til museet af hans søster, Inger Munch, sammen med et betydeligt antal originalværker, særlig fra 1880-erne. 
Denne gave, andre gaver og byttehandel har gjort, at over halvdelen af Munchs malerier, samtlige grafiske motiver og alle eksisterende trykplader i dag er i museets eje. Dette sætter Munch-museet i en særstilling internationalt og giver et godt grundlag for specialudstillinger i museet og en udstrakt udstillingsvirksomhed over hele verden. 
Forholdene er også lagt godt til rette for forskere og studenter fra ind- og udland gennem overskuelige og tidssvarende magasiner og et veludstyret fagbibliotek. 
Museet omfatter blandt andet udstillingslokaler, foto- og konserveringsatelierer, kontorer, bibliotek og magasiner. Centralt i museet ligger foredragssalen, som også bruges til udstillinger, koncerter, teaterforestillinger og filmfremvisninger, og i det nye indgangsparti mødes publikum af en righoldig museumsbutik og en hyggelig café.
Også i Nasjonalgalleriet i Oslo findes en samling af malerier af Edvard Munch.

## Ny museumsbygning
22. oktober 2021 blev en ny bygning åbnet af det norske kongepar.
| - Fotografier af den nye museumsbygning - Fronten af den nye museumsbygning "MUNCH" - Museet set fra østsiden. Foto: André Savik - Museet med Akerselvallmenningen og Munchs brygge. Foto: Helge Høifødt - Museet set fra syd med den lille park som åbnede vinteren 2021. Foto: Helge Høifødt - Detalje af ydervæg. Foto: Helge Høifødt |